# Carmelo Pellegrino
Mons. Carmelo Pellegrino (* 16. července 1971, Galatina) je italský římskokatolický kněz a promotor víry Kongregace pro blahořečení a svatořečení.

## Život
Narodil se 16. července 1971 v Galatině. Po základní škole studoval obor housle na Konzervatoři v Lecce. Poté na Univerzitě La Sapienza v Římě získal titul z literatury a také titul z filosofie. Dále získal licenciát na Papežském biblickém institutu a na Papežské Gregoriánské univerzitě doktorát z biblické teologie. Učil Písmo svaté v Taranto na Institutu náboženských věd "Romano Guardini". Na kněze byl vysvěcen 5. dubna 1997. Roku 2001 vstoupil do Kongregace pro blahořečení a svatořečení.
Dne 15. března 2007 mu byl udělen titul Kaplana Jeho Svatosti.
Dne 3. prosince 2010 byl zvolen relátorem Kongregace pro blahořečení a svatořečení. Tut funkci vykonával do 5. listopadu 2012 kdy byl jmenován promotorem víry této kongregace.